# Église Saint-Michel de Velleron
L'église Saint-Michel de Velleron est un édifice religieux, de culte catholique, situé à Velleron, dans le Vaucluse.

## Historique
Cette ancienne dépendance de l'abbaye Sainte-Eusèbe de Saignon a fait l'objet de plusieurs extensions de construction. Une première partie romane date du XIIe siècle, la façade et le portail principal datent du XVIIe siècle. Les 7 chapelles latérales sont également de plusieurs époques, entre les XVe siècle et XVIe siècle. Les fonts baptismaux, en pierre, du XVIIe siècle, portent le blason de Jean de Tulles, Evêque d’Orange et prieur de Velleron.
Initialement dédié à Notre-Dame de Nazareth, elle change de dénomination pour Saint-Michel au XIXe siècle.
L'église Saint-Michel est inscrite au titre des monuments historiques depuis le 11 mars 2004.